# Diemen

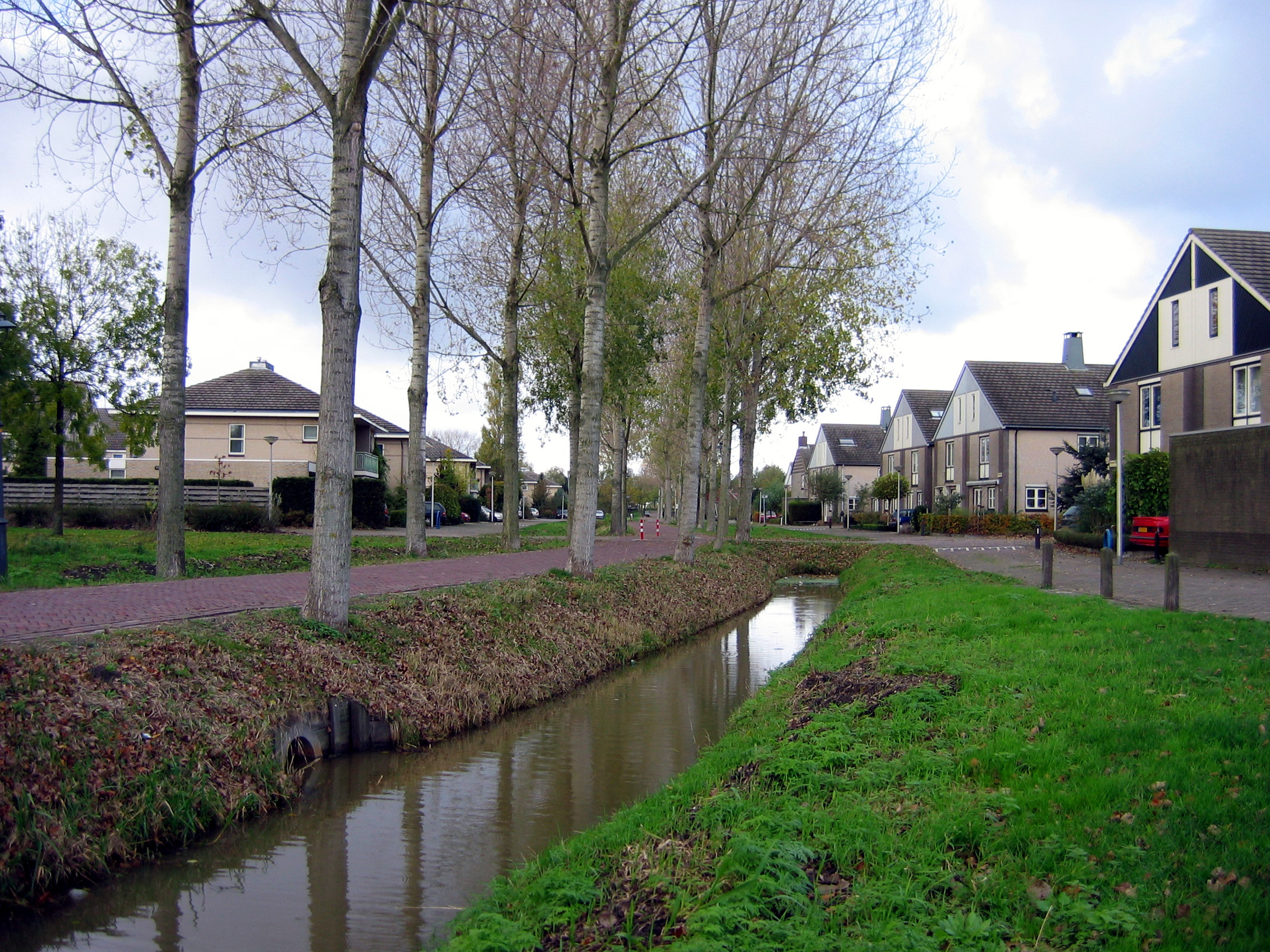
De Ouddiemerlaan verbindt Diemen-Noord met Diemen-Centrum.

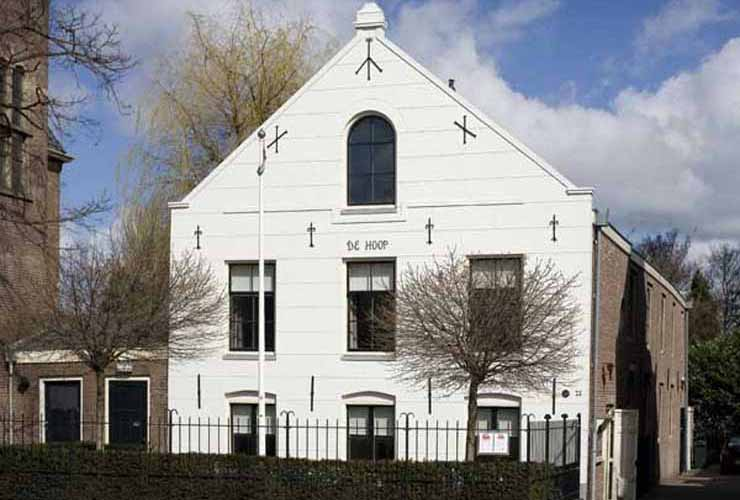
Schuilkerk De Hoop

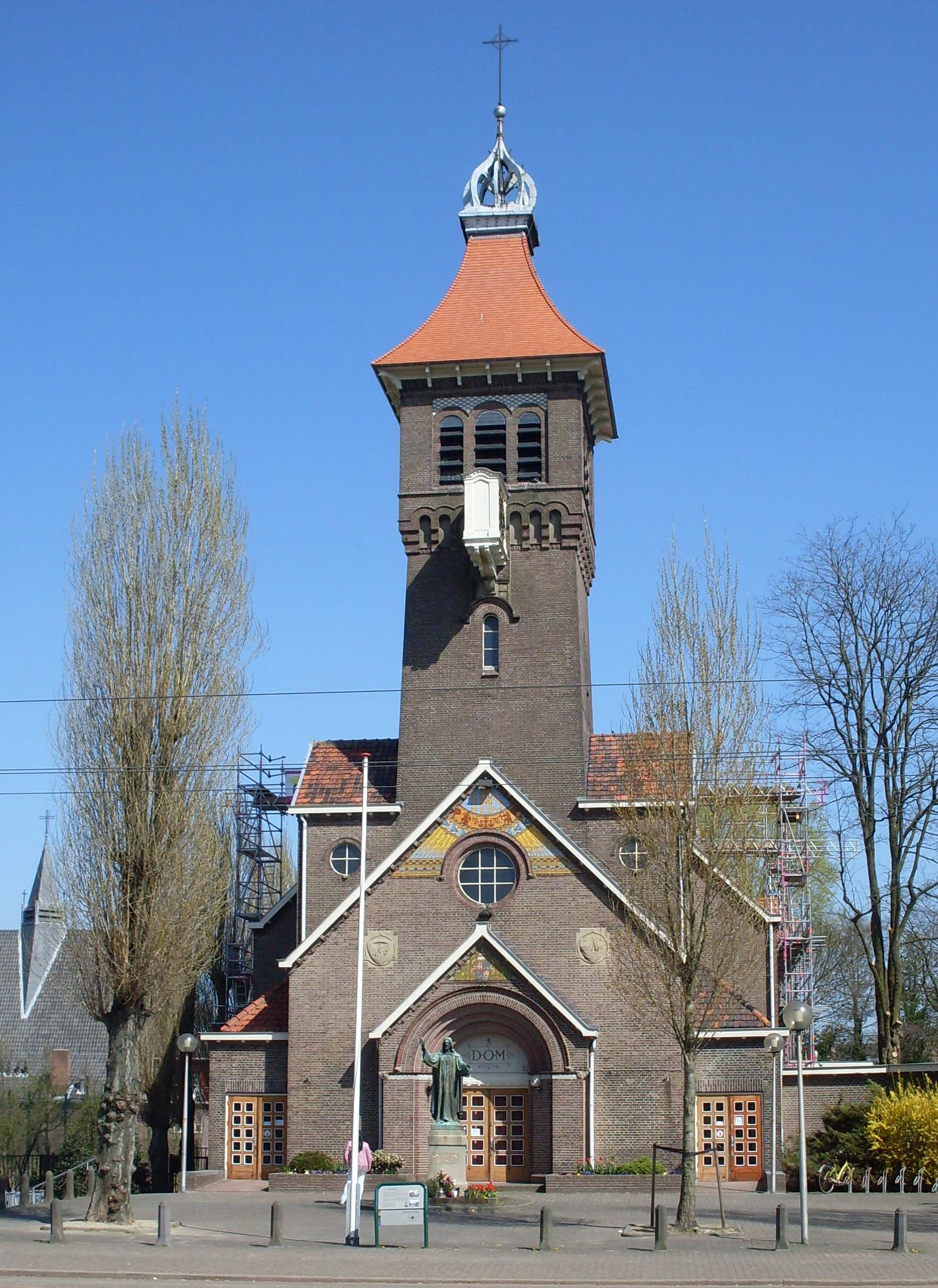
Sint-Petrus' Bandenkerk aan de Hartveldseweg 25

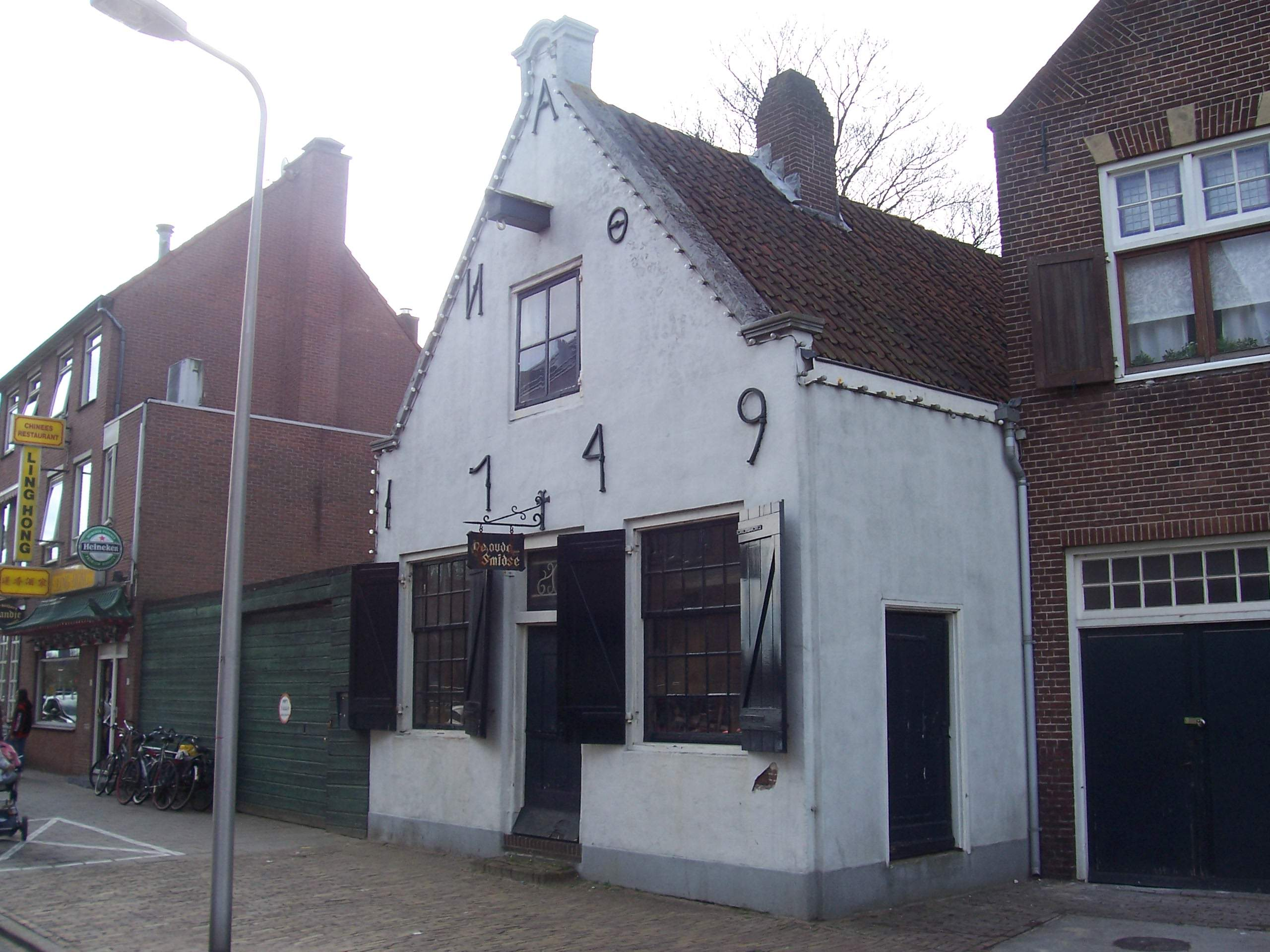
De Oude Smidse, gemeentelijk monument, Ouddiemerlaan 19, voormalige dorpssmederij.

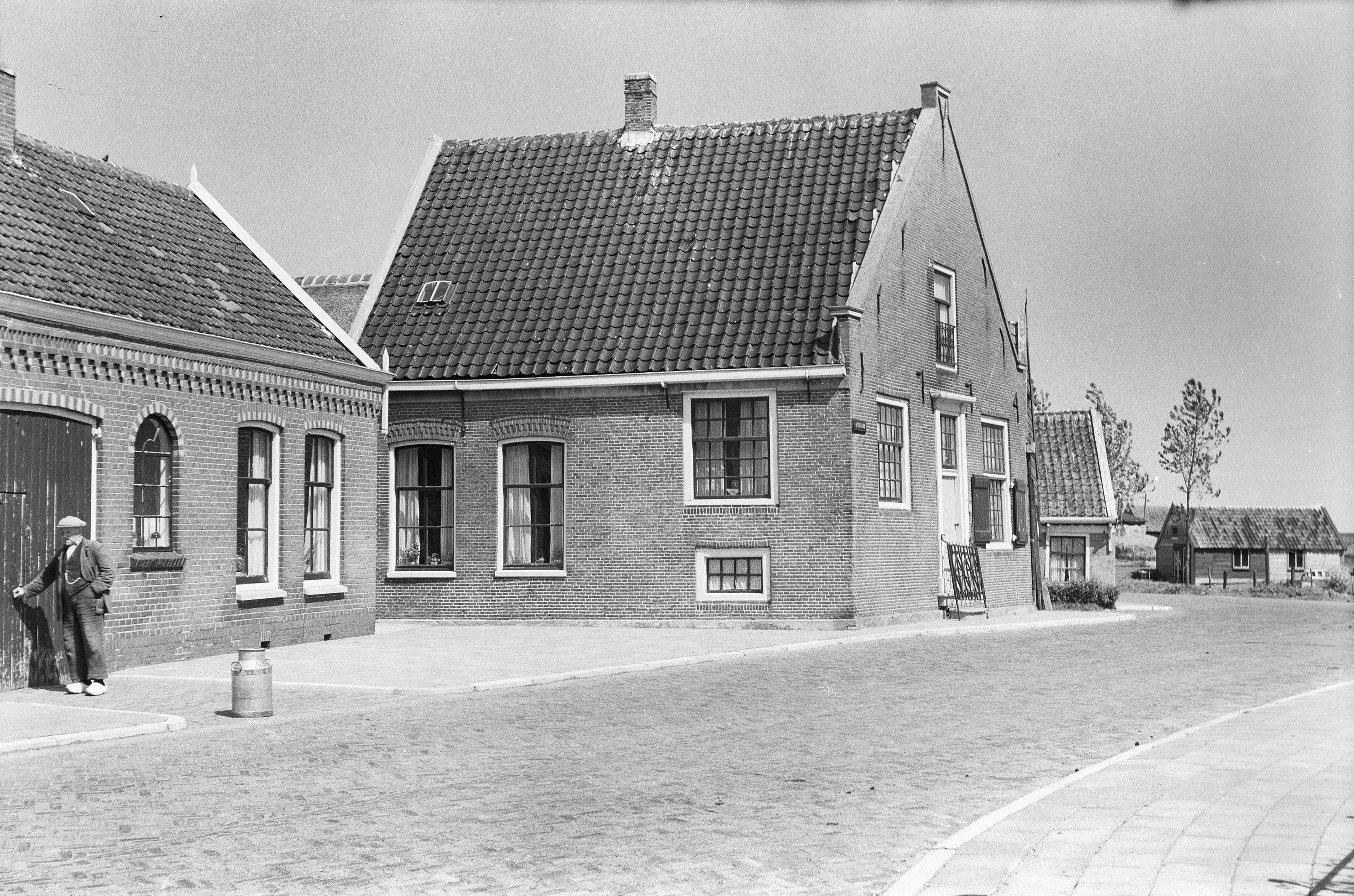
De nog bestaande boerderij Vredehof aan de Ouddiemerlaan 529 in Oud-Diemen (mei 1957)

Diemen (uitspraakⓘ) is een plaats en gemeente in de Nederlandse provincie Noord-Holland.

## Algemeen
Diemen is een plaats en gemeente in de provincie Noord-Holland. Binnen de gemeentegrenzen liggen naast de hoofdplaats Diemen en Oud-Diemen ook nog de buurtschappen Over-Diemen en Stammerdijk. Aan de noordzijde van de gemeente ligt het IJmeer. De gemeente grenst in het noorden en zuiden aan de gemeente Amsterdam (in het noorden aan IJburg, in het noordwesten aan de Watergraafsmeer, in het zuiden aan Amsterdam-Zuidoost en het stadsgebied Weesp met inbegrip van het dorp Driemond), in het oosten aan het tot de gemeente Gooise Meren behorende Muiden en in het westen aan het tot Ouder-Amstel behorende dorp Duivendrecht.
Diemen maakt deel uit van de Metropoolregio Amsterdam. De gemeente telt in totaal (per 22 november 2024, bron: CBS) 32.977 inwoners en heeft een oppervlakte van 14,32 km² (waarvan 2,49 km² water).

## Geschiedenis
Diemen ontleent zijn naam aan het riviertje de Diem, dat in de middeleeuwen een verbinding vormde tussen het Bijlmermeer, de Gaasp en de Zuiderzee. Zo'n duizend jaar geleden werd het veenweidegebied ontgonnen en streken de eerste bewoners neer. Waarschijnlijk waren zij afkomstig uit de omgeving van Utrecht.
Uit opgravingen is gebleken dat er vanaf de 11e eeuw bewoning was nabij de Diem. De oudste vermelding dateert van 1033, en daarmee is Diemen een van de eerste nederzettingen in deze omgeving en zo'n twee eeuwen ouder dan Amsterdam. In de 13e eeuw werd de Diem afgedamd met de Diemerdam in de Diemerzeedijk.
Te Oud-Diemen leefden de bewoners op een circa drie meter hoge terp, nabij de huidige nieuwbouwwijk Diemen-Noord, waar een houten kerk en huizen stonden. Restanten van een stenen kerk uit de 15e eeuw zijn bij archeologische opgravingen teruggevonden. De funderingen van de kerk op de begraafplaats 'Gedenkt te Sterven' zijn weer zichtbaar gemaakt.
In de 17e eeuw was Oud-Diemen de kern, en de bewoners leefden hoofdzakelijk van de veeteelt. Dit dorpje was toen diverse keren onderwerp van etsen en tekeningen van Rembrandt. Na de aanleg van de Muidertrekvaart en Weespertrekvaart in 1638 en 1640 verplaatste het centrum van de gemeente zich naar de Diemerbrug, bij de huidige Hartveldseweg.
In de nieuwe nederzetting Diemerbrug werden in de 18e en 19e eeuw kerken, winkels, bedrijven, scholen en woningen gebouwd. De smederij aan de Ouddiemerlaan uit 1749, de gerestaureerde Schuilkerk De Hoop uit 1787 en het voormalige raadhuis aan de Hartveldseweg uit 1882 zijn nog tastbare herinneringen uit die tijd. De rooms-katholieke kerk Sint Petrusbanden aan de Hartveldseweg dateert uit 1910.
Tot 1896 behoorde ook de buurtschap Outersdorp bij Diemen, dat lag op de plaats van het huidige Amsterdamse Flevopark, maar werd geannexeerd door Amsterdam voor de bouw van de Indische Buurt waarbij de buurtschap verdween.
Vanaf halverwege de 20e eeuw begon Diemen sterk te groeien als forensengemeente van Amsterdam. De sindsdien gebouwde nieuwbouwwijken hebben het karakter van het oude agrarische dorp veranderd in dat van een moderne forensenstad. De oude dorpen groeiden aaneen en voorts verrezen Diemen-Noord en Diemen-Zuid. Diemen heeft zich weten te handhaven als zelfstandige gemeente ingeklemd tussen Amsterdam-Watergraafsmeer, Duivendrecht en Amsterdam-Zuidoost.

## Bevolking
In februari 2020 telde de gemeente Diemen 31.003 inwoners. In de periode 2009-2013 bedroeg de jaarlijkse bevolkingsgroei gemiddeld 1,26%, bijna het drievoudige van het Nederlandse gemiddelde van 0,43% per jaar. Migratie is met name de oorzaak van de toenemende bevolkingsgroei. In 2013 bedroeg het geboorteoverschot 2,5‰, terwijl het migratiecijfer 9,8‰ bedroeg. In 2024 had 54,5% van de bevolking een migratieachtergrond.

#### Religie
Bijna twee derde deel van de bevolking is niet-religieus. Volgens het CBS behoorde 35,6% van de bevolking tot een kerkelijke gezindte of een levensbeschouwelijke groepering. De grootste religieuze groeperingen zijn de katholieken (9,8%), de moslims (5,2%), de protestantse kerken (4,4%), de hervormden (4,0%) en de hindoes (1,9%).

## Indeling
Diemen wordt doorsneden door het Amsterdam-Rijnkanaal en door de oude rivier de Diem.
Diemen bestaat uit zes delen: Diemen-Noord, Oud-Diemen, Diemen-Centrum (vroeger Diemerbrug genoemd), Diemen-Zuid, Diemen Sniep en het buitengebied. Het bewoonde deel van Diemen ligt vrijwel volledig ten zuiden van het Amsterdam-Rijnkanaal en ten westen van de Diem. Het buitengebied ten oosten en zuiden van de Diem heet Over-Diemen, aan beide kanten van het kanaal.

## Gemeentehuis
In 1882 kwam het gemeentehuis aan de Hartveldseweg 35 gereed met paardenstal met koetshuis. Op het opgehoogde terrein was ook plaats voor een dokterswoning voor de gemeente arts. Na diens overlijden in 1935 werd de dokterswoning bij het gemeentehuis gevoegd om plaats te bieden aan het gegroeide aantal ambtenaren. Ondanks modernisering voldeed het gemeentehuis niet meer aan de eisen en was te klein en werd er besloten tot nieuwbouw. In 1973 kwam een nieuw modern en groter gemeenthuis gereed aan de D.J. den Hartoglaan 1 in het centrum van het dorp nabij het Diemerplein. Het oude raadhuis werd verkocht en gerenoveerd en er kwam  een makelaarskantoor in.

## Monumenten
De gemeente Diemen beschikt over enkele oorlogsmonumenten, zeventien rijksmonumenten, diverse kunstwerken en beelden, een provinciaal monument en twee gemeentelijk monumenten, zie:
- Lijst van oorlogsmonumenten in Diemen
- Lijst van rijksmonumenten in Diemen
- Lijst van beelden in Diemen
- Lijst van gemeentelijke monumenten in Diemen
- Fort Diemerdam is provinciaal monument: een fort dat onderdeel is van de Stelling van Amsterdam met de kringenwetboerderij De Zeehoeve.

## Natuur
Ook heeft Diemen natuurgebieden. Zij vormen de overgang van landelijk naar stedelijk gebied. Noemenswaardig zijn het Diemerbos, het Penbos, Park Spoorzicht en de Diemer Vijfhoek. Het Diemerbos is een jong bos dat in fasen is aangelegd in de periode 1992-1996. Een onderdeel daarvan is het Telegraafbos, geschonken door de gelijknamige krant. Park Spoorzicht is een natuurpark in het centrum van Diemen. De Diemer Vijfhoek is beschermd natuurgebied en daar bevindt zich het fort Diemerdam dat deel uitmaakt van de Stelling van Amsterdam.

## Openbaar vervoer
Diemen is vanuit verschillende richtingen bereikbaar per trein, metro, tram of bus.

### Treinstations
In 1974 werd aan de Gooilijn (Amsterdam – Weesp – Hilversum) station Diemen geopend.
In 1993 werd naast het metrostation Diemen-Zuid een treinstation in gebruik genomen aan de voor personenvervoer geopende Ringspoorbaan (Amsterdam Zuid – Duivendrecht – Weesp).

### Metrolijn
In 1977 werd de Gaasperplaslijn (tegenwoordig metrolijn 53) van de Amsterdamse metro geopend, met de stations Diemen Zuid en Verrijn Stuartweg. Station Venserpolder, aan de rand van Amsterdam-Zuidoost, ligt bovendien vlak naast de wijk Biesbosch.

### Tramlijn
In 1881 werd de tramlijn van het Amsterdamse Weesperpoortstation via de Watergraafsmeer en Diemen naar Muiden en het Gooi geopend. Deze lijn van de Gooische Stoomtram bleef in exploitatie tot 1939, waarna deze in 1940 werd opgebroken.
Een halve eeuw later, in 1990, werd de Amsterdamse tramlijn 9 verlengd van de Watergraafsmeer via de Hartveldseweg naar Diemen Sniep, over dezelfde route als de vroegere Gooische Tram. Na het eindpunt loopt de trambaan verder in de bermen van de Muiderstraatweg en de Provincialeweg naar de in 1996 geopende Hoofdwerkplaats Diemen-Zuid, waar groot onderhoud voor  het GVB wordt uitgevoerd. In 2018 werd de rijrichting in de eindlus in de Sniep omgedraaid en geïntegreerd in de (nieuwe) bebouwing. Op 22 juli 2018 werd lijn 9 opgeheven en vervangen door tramlijn 19.

### Buslijnen
Door Diemen rijdt GVB lijn 44 (Bijlmerstation – Diemen-Noord) en nachtbus N87 (Centraal Station – Bijlmermeer). Daarnaast hebben buiten de bebouwde kom aan de oostelijke rand van Diemen lijn 66, 360 en diverse lijnbussen van streekvervoerders enkele haltes.

## Evenementen
Het 'Diemer Festijn' is een jaarlijks terugkerend meerdaags festival in het centrum van Diemen. Er is een kermis en een kramenmarkt, en in een feesttent zijn optredens van Nederlandstalige artiesten. Het festijn bestaat sinds 1983 en vindt plaats in de eerste week van september.
Traditiegetrouw wordt de feestweek afgesloten met vuurwerk. In 2014 echter werd dit vuurwerk afgelast vanwege een explosie in een flat aan de Beukenhorst in Diemen.

## Wijken en buurten
Diemen kan grotendeels ingedeeld worden in vier wijken: Diemen-Noord, Diemen-Centrum, Diemen-Zuid en het industriegebied. Deze wijken kunnen ingedeeld worden in verschillende buurten:
| - Diemen-Noord - Buitenlust - Buytenstee - Scheepskwartier - Vlindertuin - Vogelweide - Diemen-Centrum - Centrum-oost - Centrum-west - Ruimzicht-oost - Ruimzicht-west - Spoorzicht - Studentenflats | - Diemen-Zuid - Akkerland - Anne Frankwijk - Biesbosch - Beukenhorst - Bomenrijk - Holland Park - Kruidenhof - Polderland - Schelpenhoek - Sniep - Industrieterrein - Stammerdijk - Verrijn Stuart |

## Topografie
Topografisch kaartbeeld van de gemeente Diemen, september 2022

## Politiek
De gemeenteraad van Diemen bestaat uit 23 zetels. Hieronder de behaalde zetels per partij bij de gemeenteraadsverkiezingen sinds 1998:
| Gemeenteraadszetels          | Gemeenteraadszetels | Gemeenteraadszetels | Gemeenteraadszetels | Gemeenteraadszetels | Gemeenteraadszetels | Gemeenteraadszetels | Gemeenteraadszetels |
| ---------------------------- | ------------------- | ------------------- | ------------------- | ------------------- | ------------------- | ------------------- | ------------------- |
| Partij                       | 1998                | 2002                | 2006                | 2010                | 2014                | 2018                | 2022                |
| GroenLinks                   | 3                   | 2                   | 2                   | 3                   | 2                   | 5                   | 5                   |
| Ons Diemen                   | -                   | -                   | -                   | -                   | -                   | 1                   | 4                   |
| D66                          | 2                   | 1                   | -                   | 2                   | 3                   | 4                   | 4                   |
| VVD                          | 7                   | 4                   | 4                   | 4                   | 3                   | 3                   | 3                   |
| PvdA                         | 5                   | 3                   | 5                   | 4                   | 4                   | 3                   | 3                   |
| Ouderenpartij Diemen         | -                   | -                   | -                   | -                   | 2                   | 2                   | 2                   |
| Onafhankelijke Partij Diemen | -                   | 5                   | 2                   | 2                   | 3                   | 2                   | 2                   |
| CDA                          | 2                   | 2                   | 2                   | 1                   | 1                   | 1                   | -                   |
| SP                           | -                   | -                   | 3                   | 2                   | 3                   | -                   | -                   |
| Democraten Diemen            | -                   | 2                   | 1                   | 1                   | -                   | -                   | -                   |
| Totaal                       | 19                  | 19                  | 19                  | 19                  | 21                  | 21                  | 23                  |

## Geboren
- Jaap Havekotte (1912-2014), langebaanschaatser
- Rudi Falkenhagen (1933-2005), acteur
- Kees Goedhart (1939), schrijver, voorganger, zendeling
- Lieuwe Visser (1940-2014), bariton, operazanger en zangpedagoog
- Hanneke van Wel-Karbet (1951), politicus
- Joost Veerkamp (1953), illustrator, grafisch kunstenaar en tekenaar
- Peter Rijsenbrij (1959), radio-dj, radiopresentator en programmamaker
- Maarten Arens (1972), judoka
- Junas Naciri (1973), voetballer
- Levi Heimans (1985), baanwielrenner
- Jorik Prins (1991), acteur

## Stedenband
Diemen onderhoudt geen stedenband, maar de lokale ontwikkelingsorganisatie heeft een band met:
- Nandaime (Nicaragua)

## Aangrenzende gemeenten
| Aangrenzende gemeenten      | Aangrenzende gemeenten | Aangrenzende gemeenten                  | Aangrenzende gemeenten | Aangrenzende gemeenten |
| --------------------------- | ---------------------- | --------------------------------------- | ---------------------- | ---------------------- |
| Amsterdam (Watergraafsmeer) |                        |                                         |                        | Amsterdam (IJburg)     |
|                             |                        |                                         |                        |                        |
|                             |                        |                                         |                        |                        |
|                             |                        |                                         |                        |                        |
| Ouder-Amstel (Duivendrecht) |                        | Amsterdam (Zuidoost, Driemond en Weesp) |                        | Gooise Meren (Muiden)  |

## Galerij

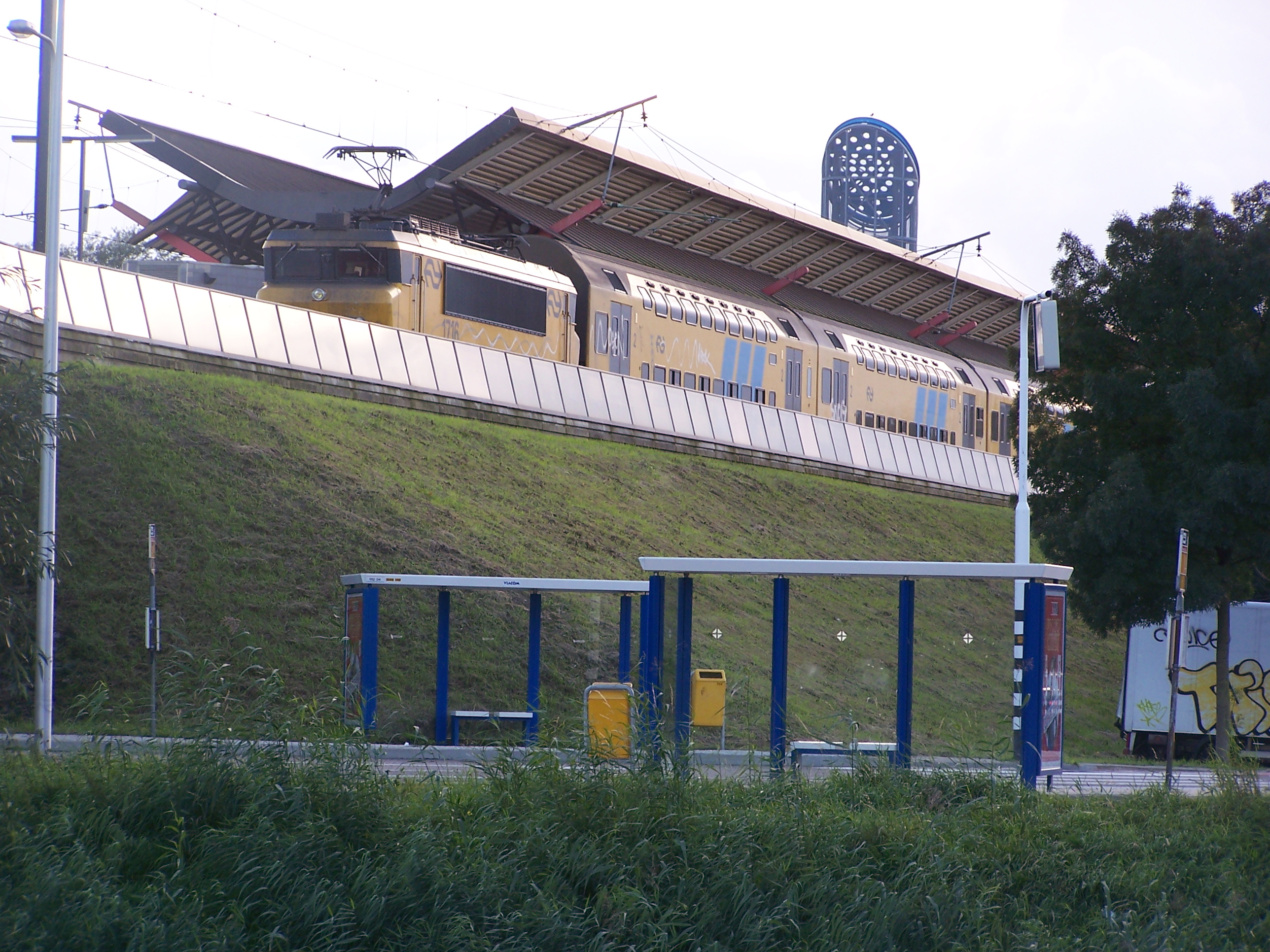
Station Diemen Zuid
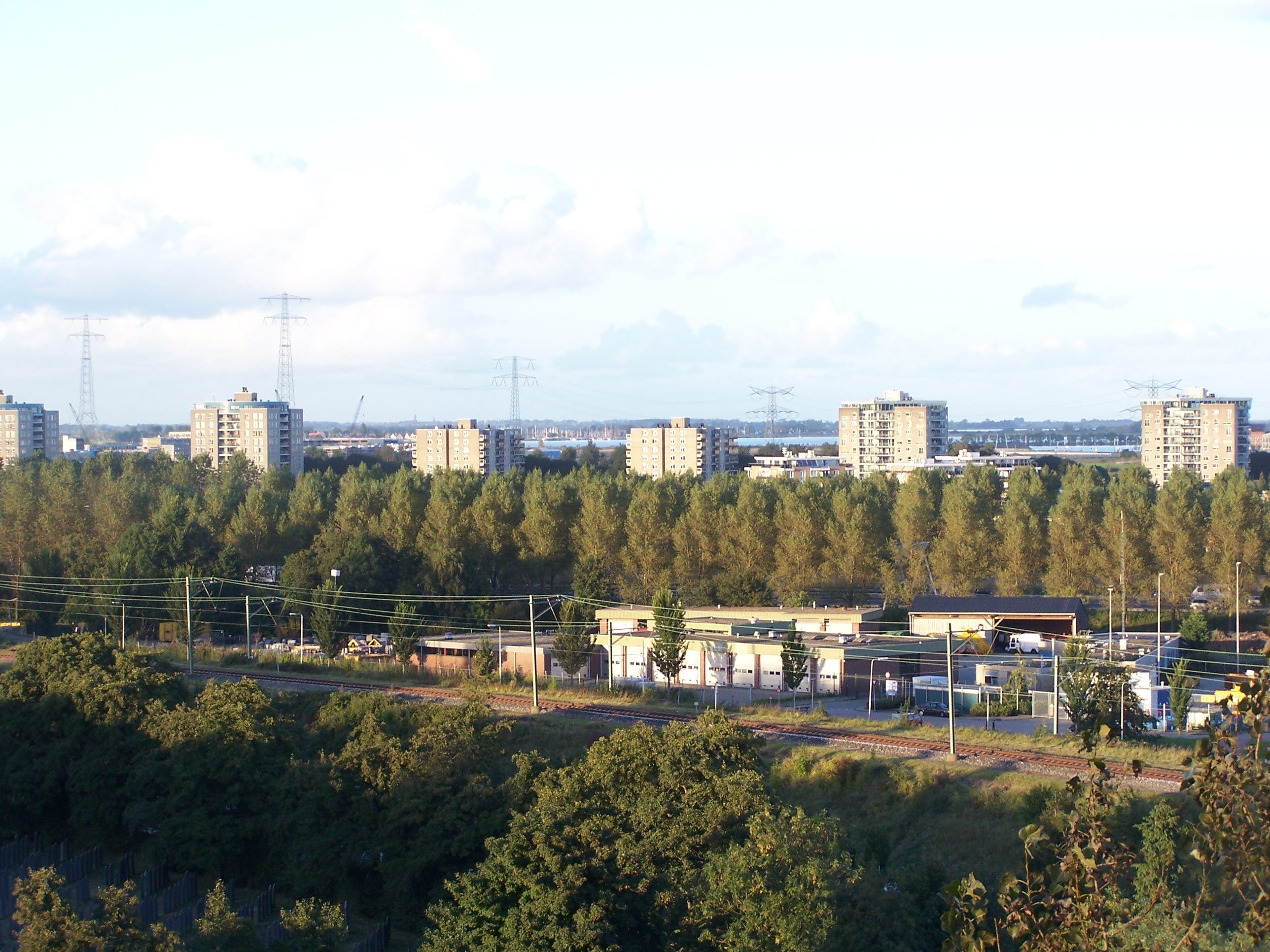
Diemen-Noord
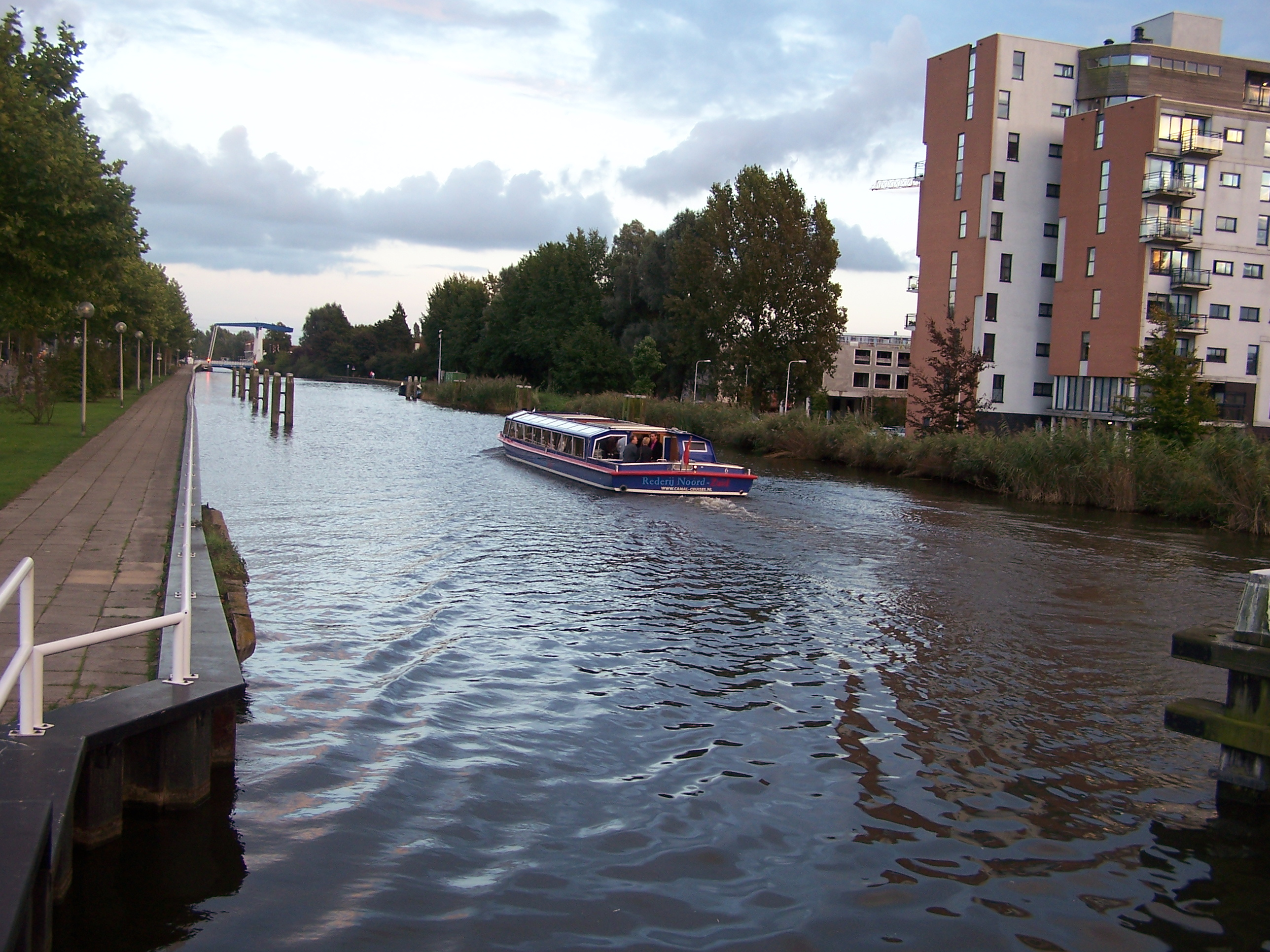
Weespertrekvaart, ook wel de Gaasp
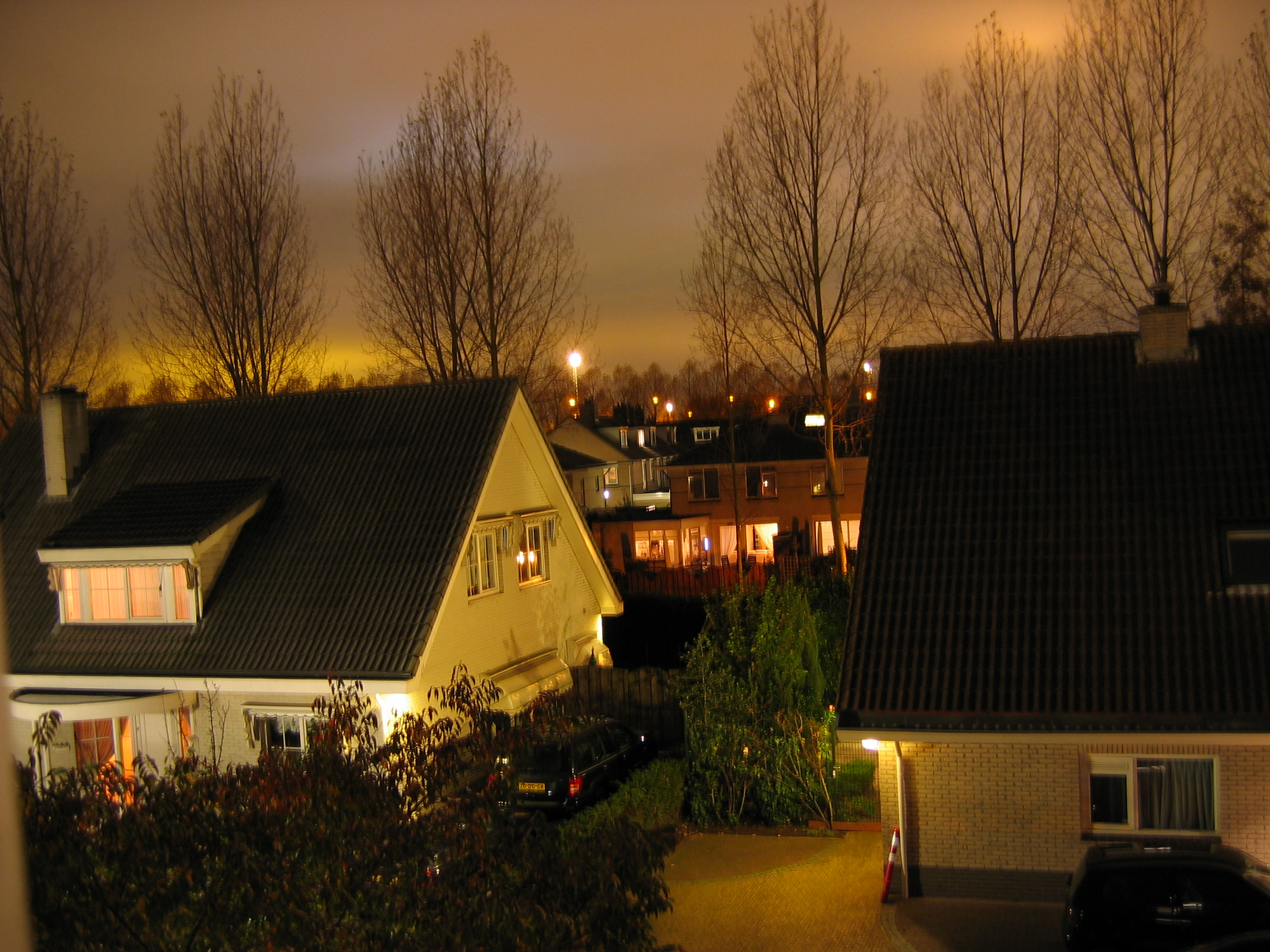
Diemen 's nachts
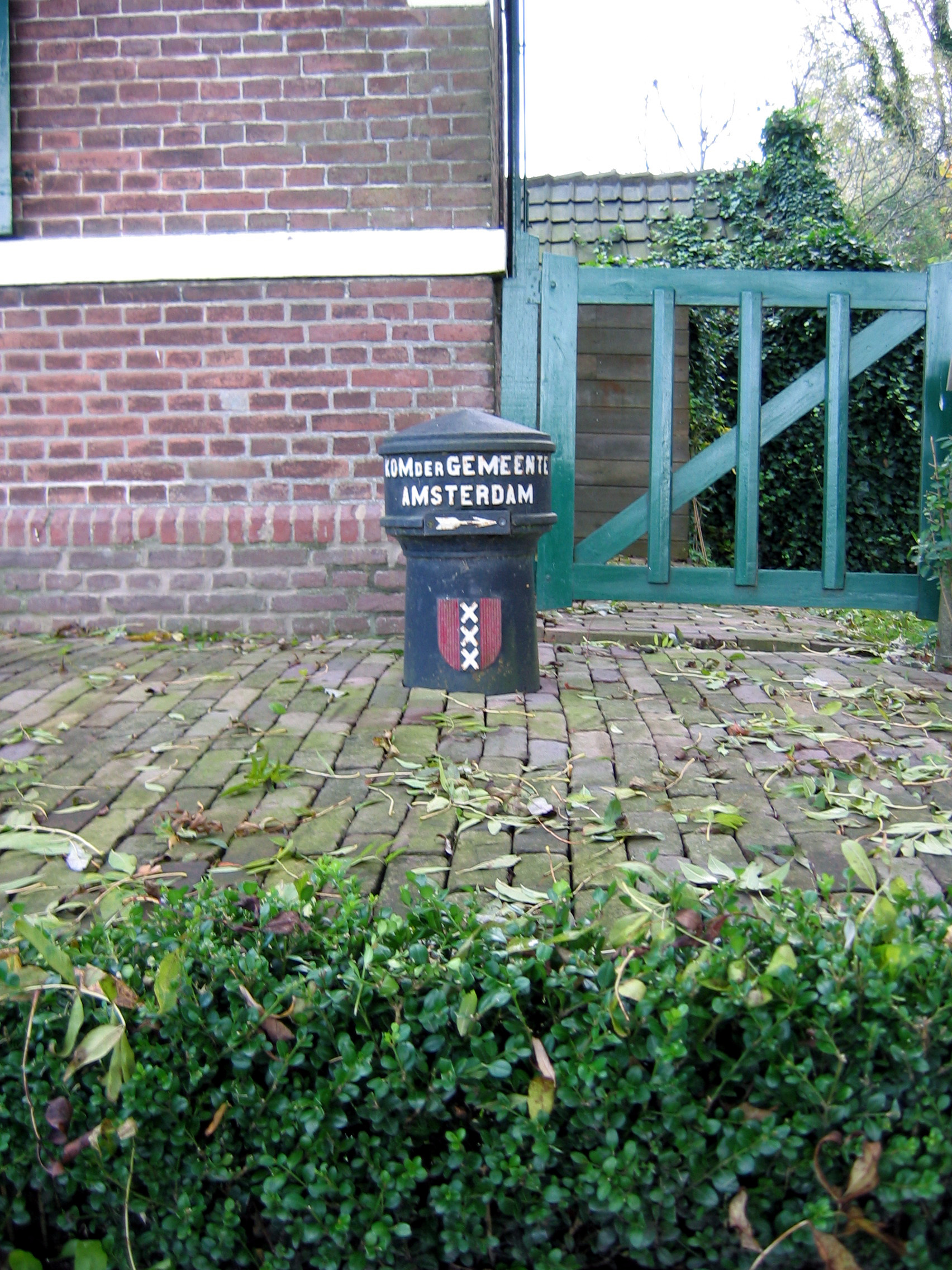
Grenspaal
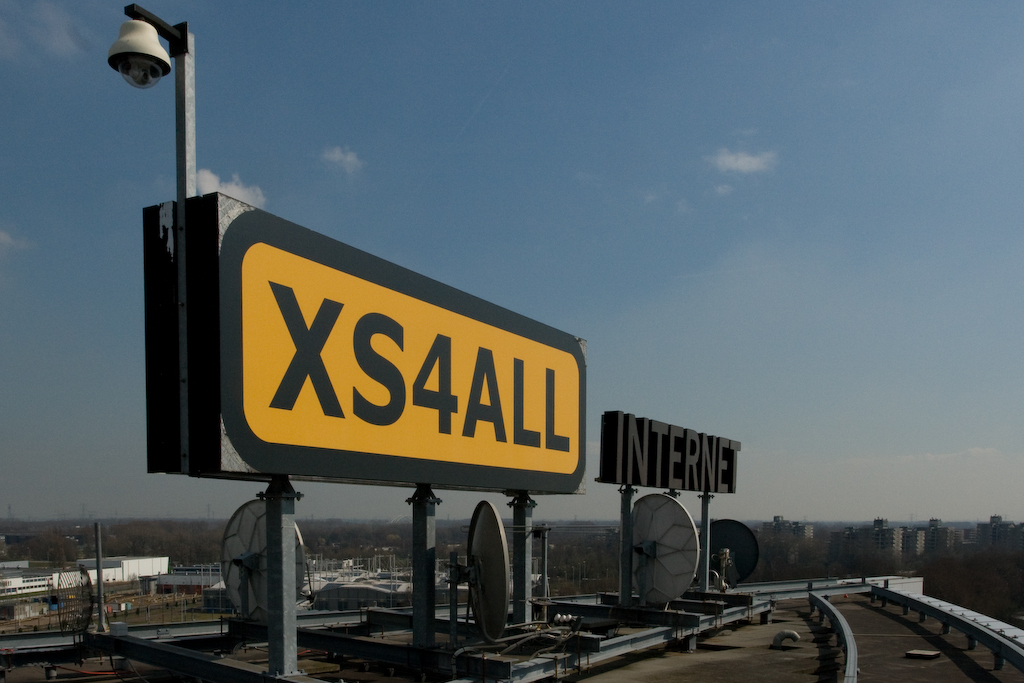
Hoofdkantoor XS4ALL te Diemen
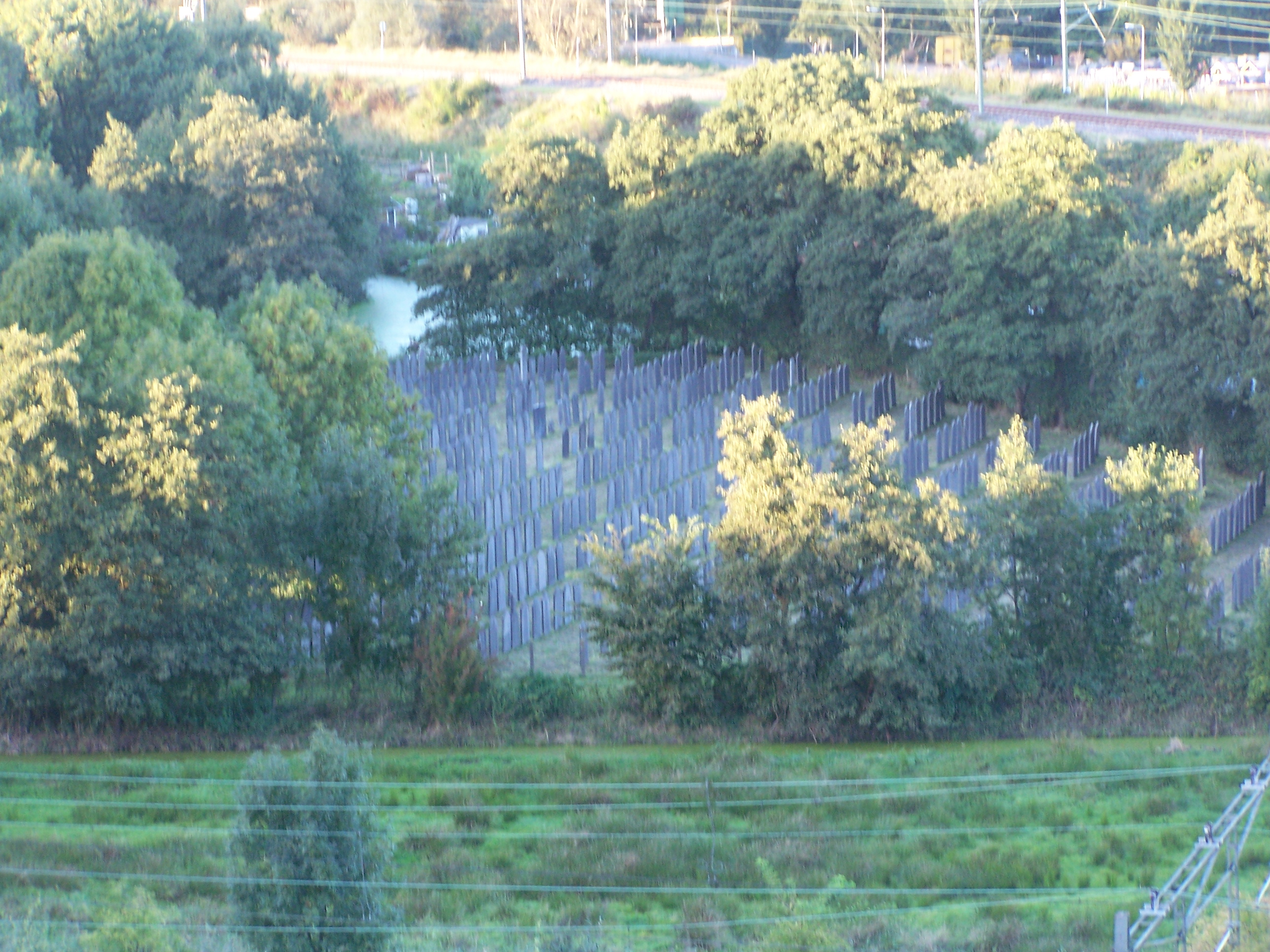
Joodse begraafplaats
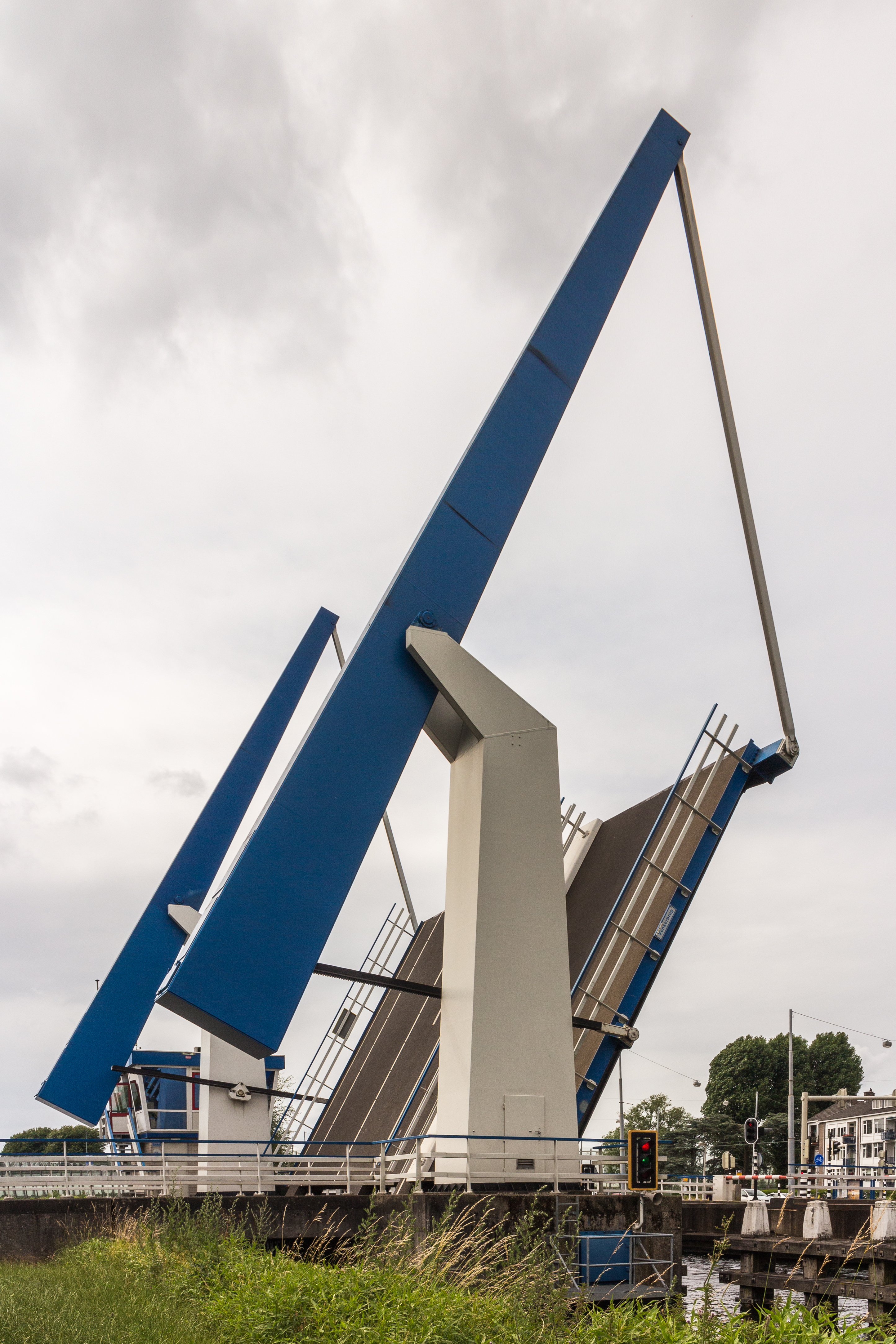
Venserbrug.
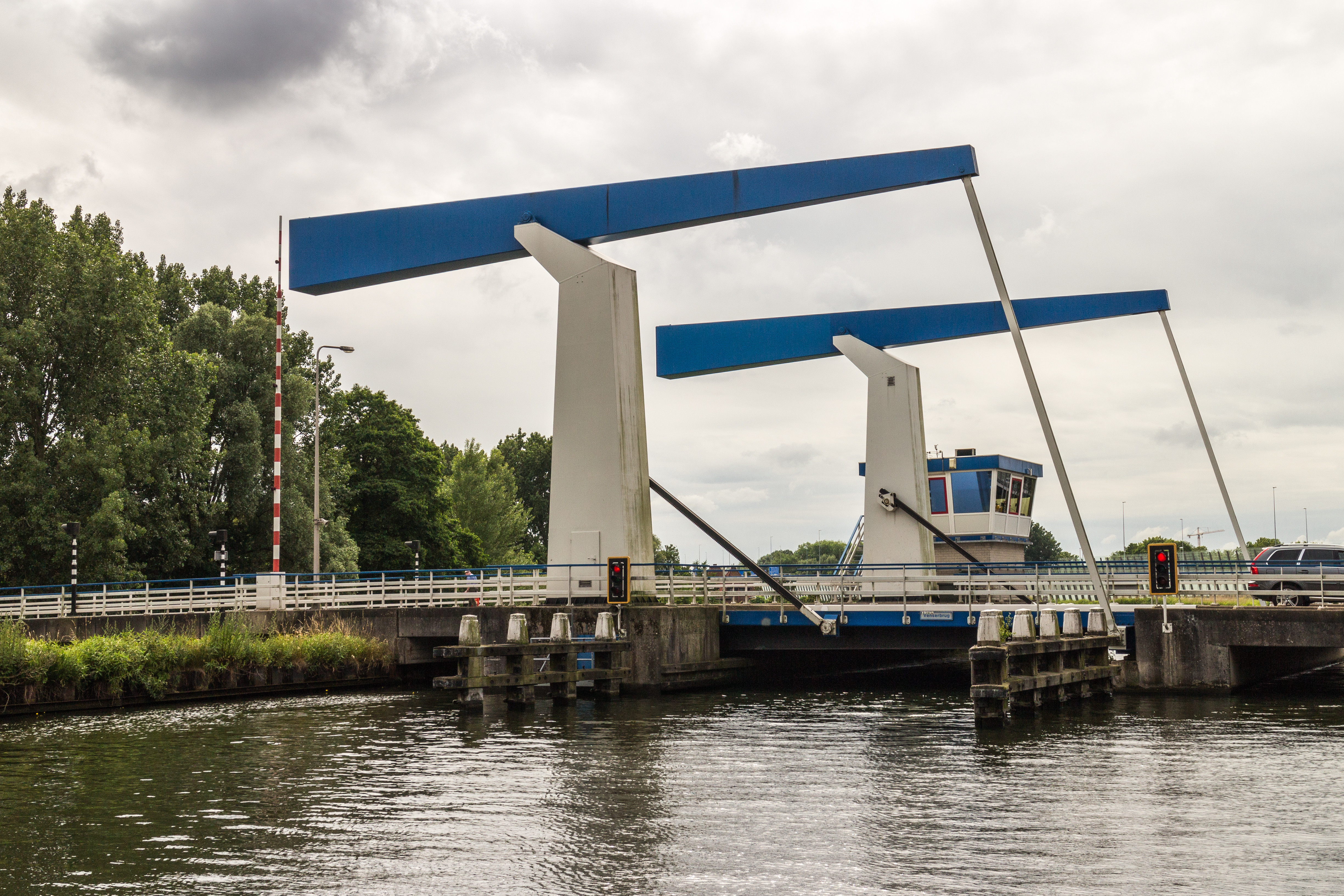
Venserbrug.
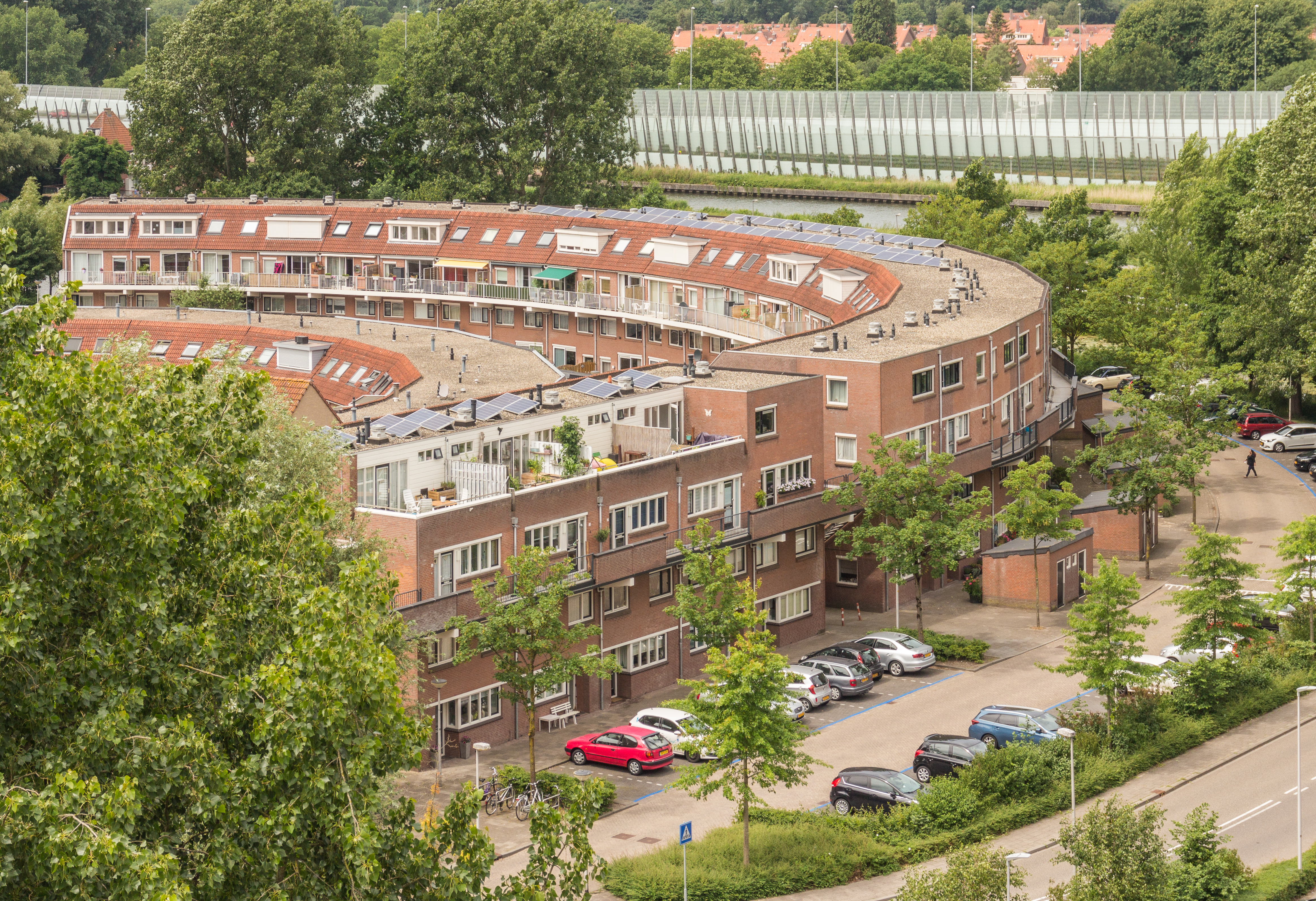
Uitzicht op de huizen aan Bomenrijk.
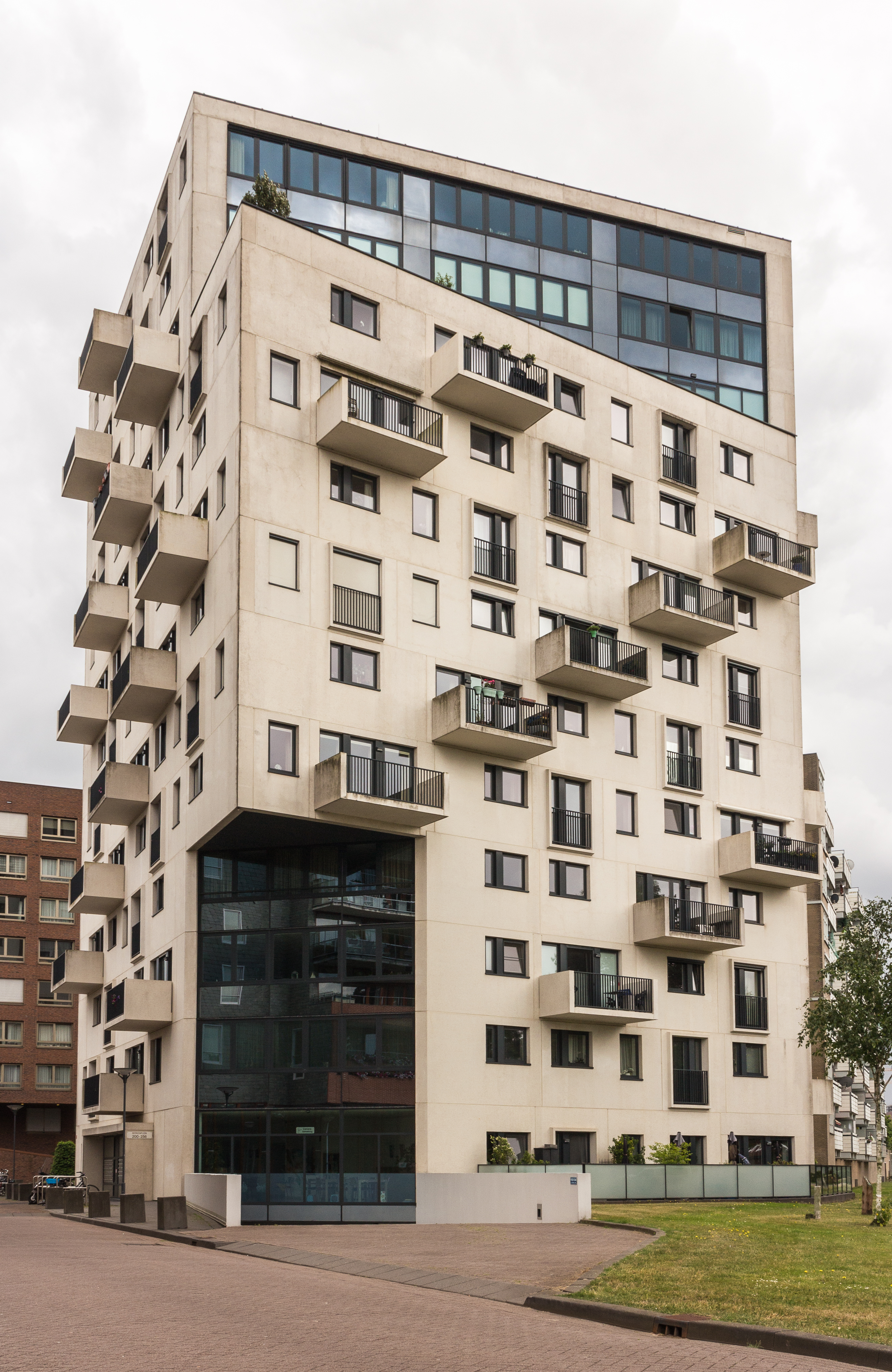
Woontoren 5 aan het Berkenplein.
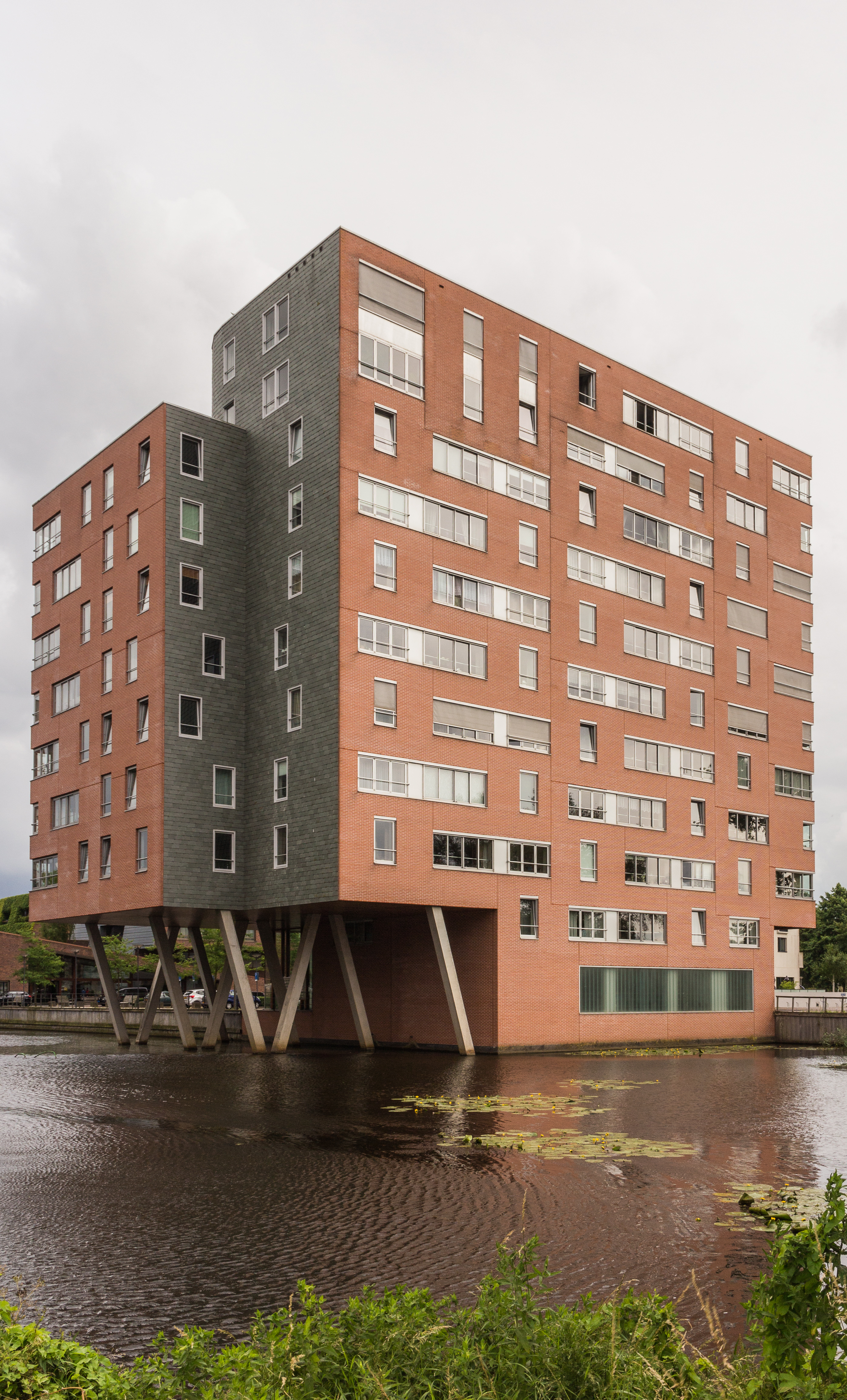
Woontoren 6 aan het Berkenplein.